# Калій-40
Калій-40 — радіоактивний ізотоп хімічного елемента калію з масовим числом 40. Ізотопна поширеність калію-40 в природі складає 0,0117(1) %. Питома активність 1 граму ізотопно чистого 40K дорівнює 2,652× 105 Бк. Увесь природний калій радіоактивний за рахунок розпадів 40K; питома активність природного калію дорівнює приблизно 31 Бк/г.

## Утворення та розпад
Увесь наявний на Землі калій-40 утворився незадовго до виникнення Сонячної системи і самої планети (4,6 млрд років тому) і з того часу поступово розпадався. Своїм існуванням на сьогоднішній день нуклід завдячує великому періоду напіврозпаду (1,248× 109 років).
Розпад калію-40 відбувається за двома напрямками:
- β−-розпад (ймовірність 89,28 %):

{\displaystyle \mathrm {{}_{19}^{40}K} \rightarrow \mathrm {{}_{20}^{40}Ca} +e^{-}+{\bar {\nu }}_{e}\,;}
- Захоплення орбітального електрону (ймовірність 10,72 %):

{\displaystyle \mathrm {{}_{19}^{40}K} +e^{-}\rightarrow \mathrm {{}_{18}^{40}Ar} +{\nu }_{e}\,.}
Вкрай рідко (в 0,001 % випадків) він розпадається в 40Ar через позитронний розпад, з випромінюванням позитрона (β+) і електронного нейтрино νe:
{\displaystyle \mathrm {{}_{19}^{40}K} \rightarrow \mathrm {{}_{18}^{40}Ar} +e^{+}+{\nu }_{e}\,.}

## Біологічна роль
Калій-40 завжди наявний в живих організмах поряд із двома іншими (стабільними) природними ізотопами калію. Концентрація цього елемента в питній воді складає ~3× 10−4 мг/л, що призводить до радіоактивності води на рівні 2× 10−12 Кі/л. Ця величина надзвичайно мала і не призводить до яких-небудь шкідливих наслідків для організму.
Наявність калію-40 в тілі людини зумовлює його природну радіоактивність на рівні 4–5 кБк в залежності від маси. Це близько 80–85 % всієї радіоактивності організму. Решта випромінюється ізотопом 14C.
Саме природній радіоактивності калію-40 завдячує своїм існуванням термін «банановий еквівалент».

## Калій-аргонове датування
Відношення концентрації 40K до концентрації його продукту розпаду 40Ar використовується для визначення абсолютного віку об'єктів методом так званого калій-аргонового датування.